# Freccia Vallone 1954
La Freccia Vallone 1954, diciottesima edizione della corsa, si svolse l'8 maggio 1954 per un percorso di 220 km. La vittoria fu appannaggio del belga Germain Derycke, che completò il percorso in 6h35'48" precedendo lo svizzero Ferdi Kübler ed il connazionale Jan De Valck.
Al traguardo di Liegi furono 66 i ciclisti, dei 136 partiti da Charleroi, che portarono a termine la competizione.

## Ordine d'arrivo (Top 10)
| Pos. | Corridore            | Squadra             | Tempo    |
| ---- | -------------------- | ------------------- | -------- |
| 1    | Germain Derycke      | Alcyon-Dunlop       | 6h35'48" |
| 2    | Ferdi Kübler         | La Perle            | s.t.     |
| 3    | Jan De Valck         | Alcyon-Dunlop       | s.t.     |
| 4    | Martin Van Geneugden | Gitane-Hutchinson   | s.t.     |
| 5    | Marcel Ernzer        | Terrot-Hutchinson   | s.t.     |
| 6    | Jan Storms           | Girardengo-Eldorado | s.t.     |
| 7    | Raymond Impanis      | Girardengo-Eldorado | s.t.     |
| 8    | Roger Decock         | Bertin-d'Alessandro | s.t.     |
| 9    | Edward Peeters       | Arbos               | s.t.     |
| 10   | André Rosseel        | Alcyon-Dunlop       | s.t.     |